# Mala Sestrica (Rovinj)
Mala Sestrica je nenaseljeni otočić uz zapadnu obalu Istre, oko 4 km južno od Rovinja, oko 1200 metara od obale.
Površina otoka je 21.601 m2, duljina obalne crte 567 m, a visina 6 metara.
U Državnom programu zaštite i korištenja malih, povremeno nastanjenih i nenastanjenih otoka i okolnog mora Ministarstva regionalnoga razvoja i fondova Europske unije, svrstan je kao "mali otočić". Pripada Gradu Rovinju.

## Vanjske poveznice
|  | Zajednički poslužitelj ima još gradiva o temi Mala Sestrica (Rovinj) |